# Youri Knorozov
Youri Valentinovitch Knorozov (en ukrainien : Ю́рій Валенти́нович Кно́розов ; en russe : Ю́рий Валенти́нович Кно́розов), né le 19 novembre 1922 à Pivdenne (RSS d'Ukraine, Union soviétique) et mort le 30 mars 1999 à Saint-Pétersbourg (Russie), est un linguiste, épigraphe et ethnographe ukrainien. Il est principalement connu pour son apport considérable dans la compréhension et le déchiffrement de l’écriture maya en raison de son approche syllabaire du système d’écriture utilisé par la civilisation maya. Il est récompensé en 1977 par le prix d'État de l'URSS. Membre de la National Geographic Society.

## Biographie

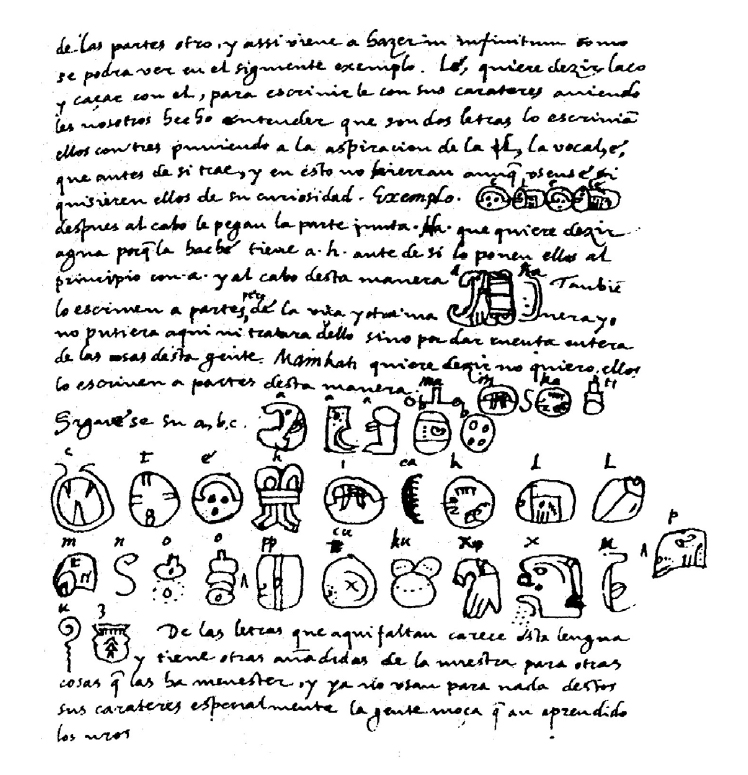
Page de la Relación de las Cosas de Yucatán de Diego de Landa (édition de 1853 par Brasseur de Bourbourg), qui contenait une description de l’alphabet de Landa sur lequel Knorozov s’est appuyé pour effectuer sa percée.

Durant ses études, le jeune Youri, petit-fils d’une actrice arménienne soviétique bien connue, Mary Zabel, est un élève, puis un étudiant surdoué, polyglotte, violoniste accompli, poète romantique d'un caractère introverti, réservé, méfiant, sceptique et inquisiteur, cherchant à vérifier scientifiquement tout fait et déjà passionné d’épigraphie.
Pendant la Seconde Guerre mondiale Knorozov sert dans l'artillerie et fait partie des soldats de l’Armée rouge qui prirent Berlin en mai 1945. Pour ses faits militaires il sera décoré de la Médaille pour la victoire sur l’Allemagne.
Selon Michael D. Coe, Knorozov, dans les ruines de la bibliothèque d'État de Berlin en train de brûler, ramassa un petit livre illustré en noir et blanc encore épargné par les flammes : la reproduction des trois codex de la civilisation maya. Dans ce livre, Knorozov lut un passage conclusif selon lequel l’écriture maya ne sera probablement jamais déchiffrée, et il décida de relever le défi.
Mais dans une conversation en 1998 avec le mayaniste finlandais Harri Kettunen de l’université d'Helsinki, Knorozov affirma que « c’était un malheureux malentendu : j’en ai parlé à mon collègue Michael D. Coe » [des livres dans la bibliothèque de Berlin] « mais il n’a pas bien compris : je n’ai vu aucun feu dans la bibliothèque, mais des caisses dans lesquelles les fascistes avaient emballé les livres pour les envoyer ailleurs. Comme ils n’ont pas eu le temps de les déplacer, nous les avons tout simplement expédiées en URSS où j’ai pu, à mon retour, les étudier ».
Quoi qu’il en soit, Knorozov démobilisé reprend ses études et devient le seul mayaniste russe, travaillant de façon isolée derrière le rideau de fer,. Son hypothèse du caractère logosyllabique de l’écriture maya ne fera pas immédiatement l’unanimité mais l’appui de Michael D. Coe et David Kelley finissent par en démontrer la pertinence.
Grâce à la perestroïka et à la glasnost, Knorozov peut se rendre pour la première fois dans un pays maya, sur invitation du président guatémaltèque Vinicio Cerezo. En 1991, il se rend au Guatemala et y reçoit l'Ordre du Quetzal. A cette occasion, il visite Tikal et Uaxactún. Trois ans plus tard, il se rend au Mexique et participe au troisième congrès international des Mayanistes. En 1995 il est fait grand-croix de l'ordre de l'Aigle aztèque à l’ambassade du Mexique à Moscou.
Mort d’un accident vasculaire cérébral en 1999, il est inhumé au cimetière Kovalevskoe dans le raïon de Vsevolojsk de l’oblast de Léningrad.